# Acholeplasma multilocale
Acholeplasma multilocale è una specie di batterio appartenente alla famiglia delle Acholeplasmataceae.